# ماريا لاسيردا دي مورا
ماريا لاسيردا دي مورا (مانهواسو، 16 مايو 1887-ريو دي جانيرو، 20 مارس 1945) معلمة وكاتبة برازيلية وناشطة أناركية نسوية. كانت ابنة لوالدين روحانيين ومناهضين لرجال الدين، ونشأت في مدينة بارباسينا، في المناطق الداخلية من ولاية ميناس جيرايس، حيث تخرجت كمعلمة في مدرسة البلدية العادية في بارباسينا، وساهمت في الجهود الرسمية للتعامل مع أوجه عدم المساواة الاجتماعية من خلال حملات محو الأمية الوطنية والإصلاحات التعليمية.
بدأت في نشر الخطابات/الروايات (كرونيكا) في إحدى الصحف المحلية في عام 1912، ونشرت في عام 1918 كتابها الأول (حول التعليم) المؤلف من الخطابات/الروايات والمؤتمرات التي قدمتها في بارباسينا حول موضوع التعليم. أقامت منذ ذلك الحين اتصالات مع صحفيين وكتّاب من بيلو هوريزونتي وساو باولو وريو دي جانيرو. التقت خلال تلك الفترة، بخوسيه أويتيسيكا واعتمدت أساليب التعليم التقدمي لماريا مونتيسوري وفرانشيسك فيرير. انتقلت إلى ساو باولو في عام 1921، في سن الرابعة والثلاثين، وأجرت اتصالاتها مع الحركة النسوية والحركة العمالية في ذلك الوقت، حتى أنها تعاونت مع النسوية بيرثا لوتز وترأست الاتحاد النسائي الدولي.
انفصلت عن الجمعيات النسائية، التي كانت مهتمة بشكل أساسي بحق المرأة في التصويت، لأنها اعتبرت أن الكفاح من أجل حق التصويت يلبي جزءًا محدودًا جدًا من احتياجات المرأة. تعاونت بجد مع الصحافة العمالية والتقدمية في ساو باولو، وأطلقت في عام 1923 مجلة رينيسينسا.
عاشت في مجتمع زراعي في غواراريما في المناطق الداخلية من ساو باولو بين عامي 1982-1937، وهو مجتمع شكله اللاسلطويون الفرديون والفارون من الإسبان والفرنسيين والإيطاليين من الحرب العالمية الأولى. أنتجت الكثير في تلك الفترة من حياتها، وتعاونت أسبوعيًا مع صحيفة أو كومبات، إذ أطلقت الجدل الذي كان له أكبر تأثير مع الصحافة الفاشية المحلية، وعقدت مؤتمرات في أوروغواي والأرجنتين، بدعوة من المؤسسات التعليمية المناهضة للفاشية، والتقت بلويز كارلوس بريستيس في المنفى في بوينس آيرس. عقدت مؤتمرات سلمية وأطلقت حملة مناهضة للفاشية في ساو باولو.
تفكك مجتمع غواراريما بالقمع السياسي خلال فترة الجمهورية البرازيلية الثالثة. انتقلت ماريا لاسيردا في عام 1938 إلى ريو دي جانيرو، حيث عملت في راديو مايرينك فيجا لقراءة الأبراج. توفيت في 20 مارس 1945.
تعدّ من رائدات الحركة النسوية في البرازيل، وتناولت أعمالها مواضيع مثل حالة المرأة، والحب الحر، والحق في المتعة الجنسية، والطلاق، والأمومة الضميرية، والدعارة، ومناهضة الكهنوتية والفاشية والنزعة العسكرية، واقامت صلة بين مشكلة تحرر المرأة والنضال من أجل تحرير الفرد من الرأسمالية. تشترك مواقفها في العديد من الجوانب مع مواقف النسويات اللاحقات من الموجة الثانية.

## السيرة الذاتية

### سنوات العمر المبكرة
ولدت ماريا لاسيردا دي مورا في مانهواسو بمقاطعة ميناس جيرايس في عام 1887. انتقلت مع عائلتها في عام 1891، عندما كان عمرها أربع سنوات، إلى مدينة بارباسينا، حيث عمل والدها في مكتب تسجيل الأيتام، وعملت أمها في صناعة الحلويات. بدأت دراستها في المدرسة الداخلية لدار الأيتام بالمدينة، ثم التحقت عندما أصبح عمرها اثنا عشر بمدرسة البلدية العادية في بارباسينا، في الوقت الذي هيمنت فيه الكنيسة الكاثوليكية على العائلات والتعليم العام والسياسة في ميناس جيرايس. واجهت ماريا لاسيردا منذ صغرها التمييز من قبل أساقفة المقاطعة، بسبب ميول عائلتها الروحانية والمناهضة لرجال الدين.

### التعليم في بارباسينا وأولى كتاباتها
تخرجت كمعلمة في عام 1904، وأصبحت مديرة تربية بارباسينا. شاركت في هذا المنصب في عدد من الحملات لمعالجة عدم المساواة الاجتماعية، من خلال تحسين معدلات محو الأمية وتعزيز إصلاح التعليم. تبنت أساليب التعليم التقدمية للمربية الإيطالية النسوية ماريا مونتيسوري والمعلم الأناركي الكاتالوني فرانسيسك فيرير. نشرت أول خطاباتها في صحيفة محلية عام 1912، ما تسبب في نزاع مع أقاربها بسبب افتقارها إلى الاعتدال. جمعت عددًا من خطاباتها وخطب المؤتمرات في كتاب عن التعليم: حول التعليم.
بدأت ماريا لاسيردا في ذلك الوقت بالتشبيك مع جمعيات بارباسينا النسوية. بدأت البحث عن طرق لتحسين حالة النساء في ذلك الوقت، وساهمت في عدد من المبادرات النسوية التي نُظمت في المدن البرازيلية الكبرى. انضمت في عام 1919 إلى حركة حق النساء في التصويت، وتابعت بحماس الدفاع عن حقوق المرأة في المواطنة. جذبت الأخبار القادمة من المدن الكبرى المزيد من انتباهها بعيدًا عن مسقط رأسها، وحضرت في السنوات اللاحقة سلسلة من المؤتمرات في مدن أخرى مثل جويز دي فورا وسانتوس، ما دفعها إلى مغادرة بارباسينا أخيرًا في عام 1921.

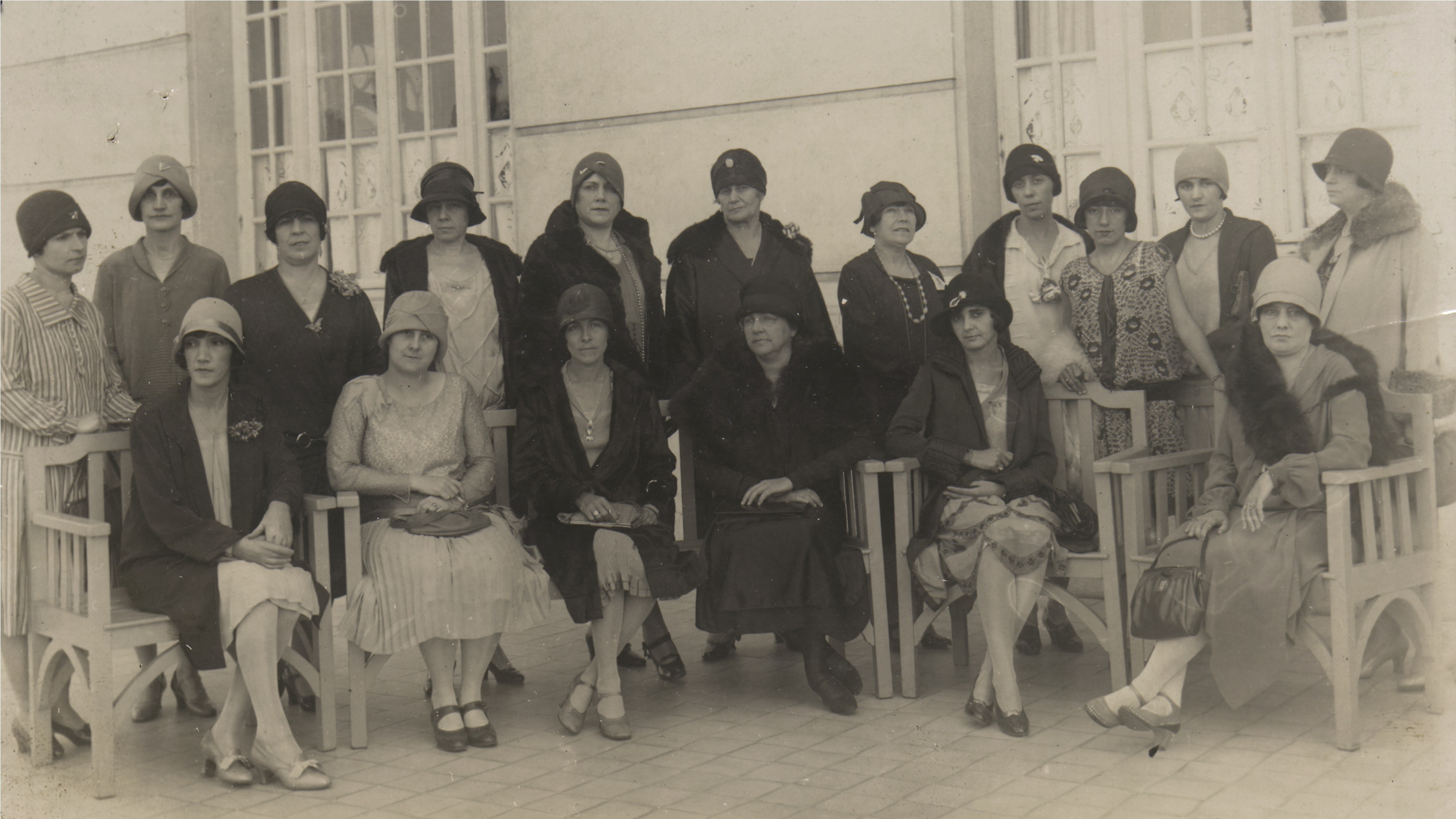
ماريا لاسيردا دي مورا وأعضاء آخرون في الاتحاد البرازيلي لتقدم المرأة.

### سنواتها الأخيرة
عانت ماريا لاسيردا من مشاكل صحية بحلول عام 1938، وانتقلت إلى ريو دي جانيرو، حيث مرت بين أحياء كوباكابانا وتيجوكا، قبل أن تستقر أخيرًا في إلها دو جوفيرنادور. انغمست في الروحانية بشكل أعمق أثناء عملها في التدريس، إذ قرأت الأبراج في راديو مايرينك فيجا، وتعاونت بشكل وثيق مع الأستاذ الأناركي المسيحي أنيبال فاز دي ميلو. ألقت آخر محاضرة لها في عام 1944 بعنوان (الصمت) في أخوية روزيكروشيان العتيقة، إذ ناقشت فيها الفيثاغورسية. توفيت ماريا لاسيردا دي مورا قبل أشهر من نهاية الحرب العالمية الثانية في عام 1945، ودُفنت في مقبرة القديس يوحنا المعمدان.

## الحياة الشخصية
تزوجت من الموظف المدني كارلوس فيريرا دي مورا عام 1905 ودام زواجهما حتى عام 1925، وظلت معه صديقة مدى الحياة. لم ينجب الزوجان أطفال، لكنهما تبنيا في عام 1912 ابن أخ ماريا جاير ويتيمًا آخر يدعى كارميندا. انضم جاير إلى الحراك البرازيلي التكاملي عام 1935، وردت ماريا على ذلك بنشرها رسالة مفتوحة إليه في دورية ألانتيرنا، وبخته فيها علنًا على قراره.
كانت ماريا لاسيردا على علاقة بزميلها المعلم أندريه نيبليند أثناء إقامتها في غواراريما، والتي استمرت حتى اعتقاله وترحيله بعد انقلاب عام 1937.